# Giampaolo Menichelli
Giampaolo Menichelli (29. červen 1938, Řím, Italské království) je bývalý italský fotbalový záložník.
Fotbalovou kariéru začal již od malička v Římě.První utkání za dospělí odehrál v roce 1958. Poté byl dva roky na hostování ve dvou klubech z druhé ligy (Sambenedettese a Parma). Od sezony 1960/61 stal plnohodnotným hráčem Říma. S vlky získal Veletržní pohár 1960/61. V roce 1963 odešel do Juventusu, kde strávil následujících šest sezon. Získal s nimi jeden titul (1966/67) i jeden Italský pohár 1964/65. V roce 1969 odešel do Brescie, kde hrál jeden rok a kariéru zakončil v Cagliari v roce 1971 ve 33 letech. V nejvyšší lize odehrál 261 utkání a vstřelil 60 branek.
S reprezentací odehrál devět utkání a vstřelil jednu branku. Odehrál dva zápasy na MS 1962.

## Hráčská statistika
| Sezóna  | Klub           | Liga    | Liga   | Liga | Ligové poháry | Ligové poháry | Ligové poháry | Kontinentální poháry | Kontinentální poháry | Kontinentální poháry | Celkem | Celkem |
| Sezóna  | Klub           | Soutěž  | Zápasy | Góly | Soutěž        | Zápasy        | Góly          | Soutěž               | Zápasy               | Góly                 | Zápasy | Góly   |
| ------- | -------------- | ------- | ------ | ---- | ------------- | ------------- | ------------- | -------------------- | -------------------- | -------------------- | ------ | ------ |
| 1957/58 | Řím            | Serie A | 2      | 0    | IP            | 1             | 0             | -                    | 0                    | 0                    | 3      | 0      |
| 1958/59 | Sambenedettese | Serie B | 27     | 6    | -             | 0             | 0             | -                    | 0                    | 0                    | 27     | 6      |
| 1959/60 | Parma          | Serie B | 37     | 8    | IP            | 1             | 0             | -                    | 0                    | 0                    | 38     | 8      |
| 1960/61 | Řím            | Serie A | 19     | 3    | IP            | 2             | 1             | Vel.P                | 8                    | 2                    | 29     | 6      |
| 1961/62 | Řím            | Serie A | 34     | 5    | IP            | 0             | 0             | Vel.P                | 2                    | 0                    | 36     | 5      |
| 1962/63 | Řím            | Serie A | 26     | 7    | IP            | 1             | 1             | Vel.P                | 5                    | 2                    | 32     | 10     |
| 1963/64 | Juventus       | Serie A | 26     | 6    | IP            | 2             | 2             | Vel.P                | 7                    | 3                    | 35     | 11     |
| 1964/65 | Juventus       | Serie A | 27     | 11   | IP            | 5             | 3             | Vel.P                | 8                    | 3                    | 40     | 17     |
| 1965/66 | Juventus       | Serie A | 28     | 6    | IP            | 2             | 2             | PVP                  | 2                    | 0                    | 32     | 8      |
| 1966/67 | Juventus       | Serie A | 31     | 11   | IP            | 5             | 2             | Vel.P                | 8                    | 3                    | 44     | 16     |
| 1967/68 | Juventus       | Serie A | 20     | 5    | IP            | 1             | 0             | PMEZ                 | 5                    | 1                    | 26     | 6      |
| 1968/69 | Juventus       | Serie A | 10     | 1    | IP            | 3             | 0             | Vel.P                | 2                    | 0                    | 15     | 1      |
| 1969/70 | Brescia        | Serie A | 22     | 6    | IP            | 3             | 0             | Stř.P                | 2                    | 1                    | 27     | 7      |
| 1970/71 | Cagliari       | Serie A | 13     | 0    | IP            | 0             | 0             | -                    | 0                    | 0                    | 13     | 0      |
| Celkem  | Celkem         | Celkem  | 324    | 75   | -             | 26            | 11            | -                    | 49                   | 15                   | 399    | 101    |

## Hráčské úspěchy

### Klubové
- 1× vítěz italské ligy (1966/67)
- 1× vítěz italského poháru (1964/65)
- 1× vítěz Veletržního poháru (1960/61)

### Reprezentační
- 1× na MS (1962)